# Вівока (Оклахома)
Вівока (англ. Wewoka) — місто (англ. city) в США, в окрузі Семінол штату Оклахома. Населення — 3133 особи (2020).

## Географія
Вівока розташована за координатами 35°8′39″ пн. ш. 96°29′48″ зх. д. / 35.14417° пн. ш. 96.49667° зх. д. (35.144128, -96.496686).  За даними Бюро перепису населення США в 2010 році місто мало площу 12,49 км², уся площа — суходіл.

## Демографія
Згідно з переписом 2010 року, у місті мешкало 3430 осіб у 1240 домогосподарствах у складі 803 родин. Густота населення становила 275 осіб/км².  Було 1654 помешкання (132/км²).
Расовий склад населення:
| - 52,7 % — білих - 22,8 % — корінних американців - 15,9 % — чорних або афроамериканців - 0,2 % — азіатів - 1,0 % — осіб інших рас |

До двох чи більше рас належало 7,5 %. Частка іспаномовних становила 3,4 % від усіх жителів.
За віковим діапазоном населення розподілялося таким чином: 27,1 % — особи молодші 18 років, 56,6 % — особи у віці 18—64 років, 16,3 % — особи у віці 65 років та старші. Медіана віку мешканця становила 37,0 року. На 100 осіб жіночої статі у місті припадало 88,8 чоловіків;  на 100 жінок у віці від 18 років та старших — 88,2 чоловіків також старших 18 років.
Середній дохід на одне домашнє господарство  становив 36 957 доларів США (медіана — 26 605), а середній дохід на одну сім'ю — 48 047 доларів (медіана — 35 161). Медіана доходів становила 30 924 долари для чоловіків та 23 269 доларів для жінок. За межею бідності перебувало 36,7 % осіб, у тому числі 53,0 % дітей у віці до 18 років та 22,3 % осіб у віці 65 років та старших.
Цивільне працевлаштоване населення становило 987 осіб. Основні галузі зайнятості: освіта, охорона здоров'я та соціальна допомога — 26,8 %, виробництво — 16,7 %, роздрібна торгівля — 11,1 %, мистецтво, розваги та відпочинок — 6,6 %.